# 秋田県道42号男鹿八竜線
秋田県道42号男鹿八竜線（あきたけんどう42ごう おがはちりゅうせん）は、秋田県男鹿市から秋田県山本郡三種町に至る県道（主要地方道）である。

## 概要
男鹿市船越の国道101号交点から北へ分岐し、JR東日本 男鹿線を跨線橋で交差し、南秋田郡大潟村の八郎潟干拓地西側を南から北に向かって縦断する。大潟村の中心部を通り、承水路を渡って国道101号に合流し、終点の国道7号交点に至る。

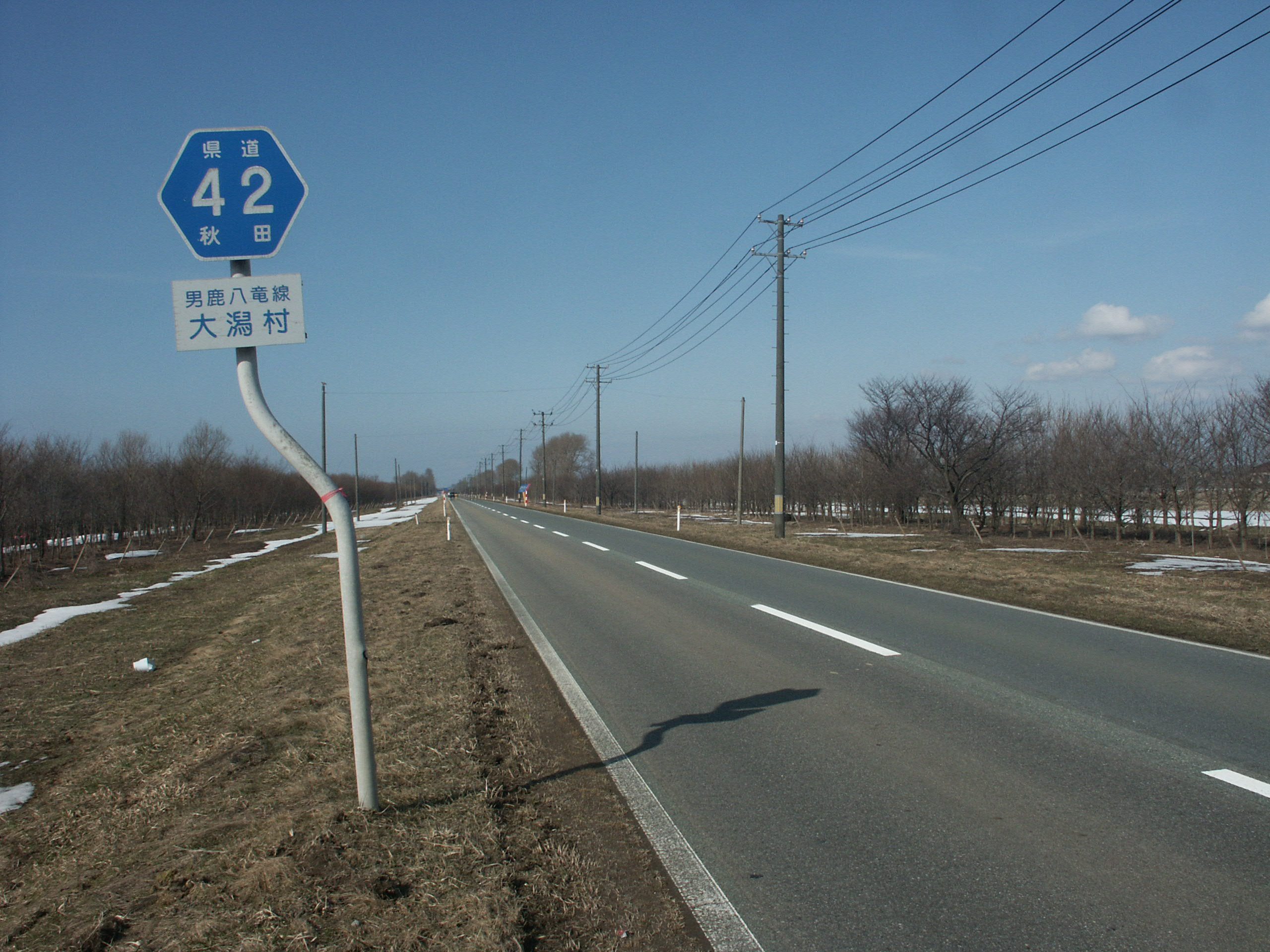
大潟村内

### 路線データ
- 総延長 : 24.700 km[2]
- 実延長 : 23.322 km[2]
- 起点 : 秋田県男鹿市船越字内子294番74地先（国道101号交点・船越交差点）[3]
- 終点 : 秋田県山本郡三種町鵜川字帆出13番1地先（国道7号交点・大曲交差点）[3]
- 未供用区間 : なし[2]

## 歴史
- 1982年（昭和57年）4月1日 - 建設省（現・国土交通省）が主要地方道に指定。
- 1983年（昭和58年）1月11日 - 秋田県道に認定される[3]。
- 1993年（平成5年）5月11日 - 建設省から、主要県道男鹿八竜線が男鹿八竜線として主要地方道に再指定される[4]。

## 路線状況

### 別名
菜の花ロード
大潟村を走る区間では秋田県道298号道村大川線とともに沿道には菜の花が植えられ、その総延長は11kmにも及ぶ。花の時期には道路に沿って一直線に黄色い帯が続き、かおり風景100選に選定されている。

### 重複区間
- 秋田県道298号道村大川線（南秋田郡大潟村字西野・地内）、約2km[6]
- 秋田県道54号男鹿琴丘線（南秋田郡大潟村字西4丁目 - 南秋田郡大潟村字方口）、約1.62 km[2]
- 国道101号（山本郡三種町浜田字東浜田・交点 - 山本郡三種町鵜川字帆出・終点）、1.38 km[2]

### 冬期閉鎖区間
- なし[7]

### 交通不能区間
- なし[8]

### 道路施設
- 八竜IC-秋田自動車道（終点から900メートル北）
- ソーラースポーツライン起点

## 地理

### 通過する自治体
- 秋田県
  - 男鹿市 - 南秋田郡大潟村 - 山本郡三種町

### 交差する道路
| 施設名       | 接続路線名              | 備考                       | 所在地                                                                            |
| ------------ | ----------------------- | -------------------------- | --------------------------------------------------------------------------------- |
| 船越交差点   | 国道101号               | 起点                       | 男鹿市船越字内子                                                                  |
| 払戸交差点   | 秋田県道304号払戸琴川線 | 県道304号起点              | 男鹿市払戸大堤北緯39度55分45.94秒 東経139度56分12.24秒                            |
|              | 秋田県道298号道村大川線 | 重複区間                   | 南秋田郡大潟村字西野・地内北緯39度58分22.78秒 東経139度56分46.2秒                 |
| 役場入口 -   | 秋田県道54号男鹿琴丘線  | 重複区間                   | 南秋田郡大潟村字西4丁目北緯40度1分1.27秒 東経139度57分9.95秒 南秋田郡大潟村字方口 |
| 東浜田交差点 | 国道101号               | 終点方面 国道101号重複区間 | 山本郡三種町浜田字東浜田北緯40度5分45.73秒 東経140度0分6.81秒                     |
| 大曲交差点   | 国道7号 国道101号       | 終点                       | 山本郡三種町鵜川字帆出                                                            |

### 沿線の施設
- 秋田県立男鹿工業高等学校
- 男鹿市立男鹿東中学校
- 秋田みなみ農業協同組合 払戸支所
- 南の池記念公園
- 道の駅おおがた（南秋田郡大潟村）
- 大潟村役場
- 三種町立八竜中学校
- 三種町役場